# Демократическое движение за освобождение Португалии
Демократическое движение за освобождение Португалии (порт. Movimento Democrático de Libertação de Portugal, MDLP), в русской транскрипции МДЛП — португальская правая антикоммунистическая организация середины 1970-х годов. Создана генералом Спинолой для противодействия марксистской политической экспансии. Применяла нелегальные и насильственные методы борьбы. Активно участвовала в политической борьбе Жаркого лета. Самораспустилась после демократических выборов и стабилизации внутриполитического положения.

## Марксистский напор и коммунистическая перспектива
В период, предшествовавший Португальской революции 1974 года, генерал Антониу ди Спинола являлся лидером элитарной фронды. Он имел серьёзные разногласия с салазаристским правительством Марселу Каэтану, выступал за политические и социальные реформы в духе западноевропейской консервативной демократии. Спинола был популярен в стране и известен за рубежом. Характерно, что 25 апреля 1974 года именно он первоначально был выдвинут в лидеры революционного Движения вооружённых сил, возглавил Совет национального спасения и занял президентский пост.
Однако в революционном лагере стремительно набирали силу леворадикальные марксисты и коммунисты. Обозначилась явная тенденция к советизации Португалии. В прямом политическом противоборстве сентября 1974 Спинола потерпел поражение и был отстранён от власти, радикально-оппозиционные организации MFP/PP, MPP, PL, PTDP, PNP, MAP объявлены вне закона. В феврале 1975 генерал и его сторонники начали подготовку государственного переворота. Попытка, предпринятая 11 марта 1975, также окончилась неудачей, после чего Спинола был вынужден эмигрировать. Политический процесс в Португалии всё более радикализировался в марксистском направлении.

Португалия — единственная западноевропейская страна, пережившая революцию после Второй Мировой войны и послевоенной волны демократизации. Революцию достаточно радикальную, несколько раз балансировавшую на грани срыва в «левый» тоталитаризм. Довольно долго Португалия была уникальной капиталистической страной без частных монополий и с упоминанием в конституции социализма как цели.

Павел Кудюкин

Сильное влияние прокоммунистических сил во властных структурах и откровенно заявляемые далеко идущие планы побуждали правую часть португальского общества к консолидации и активизации.

## Антикоммунистическое и антимарксистское подполье

### Создание и цели
Демократическое движение за освобождение Португалии (MDLP, МДЛП) было учреждено по инициативе Спинолы, находившегося в Бразилии, 5 мая 1975 года. Поначалу генерал намеревался назвать организацию «Фронт национального спасения», но в итоге было решено включить в название слова «демократия» и «освобождение». Организационную и методологическую помощь оказала Спиноле группа правых бразильских политиков во главе с Карлосом Ласердой.
Движение занимало правоконсервативные антикоммунистические позиции. Однако, в отличие от ультраправых, в нём не было неофашистских тенденций. Идеологически МДЛП ориентировалось на образцы британских консерваторов или западногерманских христианских демократов, в особенности ХСС Франца Йозефа Штрауса.

MDLP создали офицеры — единомышленники эмигрировавшего в Бразилию Спинолы. По убеждениям они были консервативными католиками-националистами: «Переход к более либеральной и демократической системе заслуживал бы похвалы и поддержки. Но революция обязана учитывать традиции нашей родины!»

Главной задачей ставилось блокирование коммунистической тенденции. При этом учитывалось, что далёкая от еврокоммунизма ПКП Алвару Куньяла придерживалась ортодоксальной сталинистской идеологии. Вырисовывалась перспектива установления жёсткой диктатуры.

Цель была — остановить коммунистическую партию. Борьба шла против идеи, философии и строя коммунизма. Против диктатуры пролетариата, против попрания прав человека, против номенклатуры на «дачах».

Гильерме Алпоин Калван, капитан португальского ВМФ

Программа МДЛП выдерживалась в национал-демократическом духе. Она включала такие установки, как переход к демократической президентской республике, свободные выборы главы государства и парламента, референдум по новой конституции, формирование гражданского правительства независимых профессионалов, защита частной собственности и поддержка частной инициативы, децентрализация и развитие местного самоуправления, миролюбивая и нейтральная внешняя политика при обеспечении национального суверенитета. Все эти меры предполагалось осуществить после свержения марксистского правительства и переходного правления Спинолы, во время которого из политической жизни будут исключены тоталитарные (по смыслу — коммунистические) организации и политики. Видение политической системы определялось лозунгами МДЛП «Все, кроме коммунистов!» и «Спинола — верховный вождь!».
Первоначальные планы Спинолы основывались на вторжении в Португалию эмигрантской армии из франкистской Испании (глава испанского правительства убеждённый франкист Карлос Ариас Наварро поддерживал эту идею и был готов оказать военную помощь). Он старался привлечь к этому проекту американскую администрацию Джеральда Форда (был установлен контакт с послом США в Португалии Фрэнком Карлуччи) и президента Франции Валери Жискар д'Эстена. Однако португальские единомышленники и бразильские советники убедили Спинолу, что социально-политическая опора MDLP — консервативные массы внутри, а не за пределами Португалии (впоследствии Спинола утверждал, будто понимал это изначально).

### Лидеры и идеологи
Руководство МДЛП состояло из высокопоставленных военных «круга Спинолы» и видных представителей правонационалистической интеллигенции. Актив рекрутировался из младших офицеров и католиков-антимарксистов.
Ближайшими сподвижниками Спинолы являлись офицеры португальской колониальной войны — полковник Диаш ди Лима, подполковник Жилберту Сантуш и Каштру, подполковник Алешандре Негран, первый лейтенант Нуну Барбьери (сын Барбьери Кардозу), капитан 1-го ранга Гильерме Алпоин Калван. Они руководили военно-оперативной частью. Первое место среди них занимал начальник оперативного штаба МДЛП ди Лима, замкнутый непосредственно на Спинолу. Первоначально ему подчинялись Негран («Сеть внутренних действий») и Алпоин Калван («Сеть внешних действий»).
С декабря 1975 заместителем Спинолы и руководителем военно-оперативного направления стал Алпоин Калван. Непосредственное командование боевиками МДЛП осуществляли адвокат Рамиру Морейра (начальник службы безопасности будущего премьер-министра Франсишку Са Карнейру) и промышленник Жуакин Феррейра Торреш (тесно связанный с ультраправой ветвью подполья).
Ведущим идеологом движения и руководителем политического центра был профессор-этнограф Коимбрского университета Фернанду Пашеку ди Аморин. К политическому руководству также принадлежали философ Диогу Пашеку ди Аморин (племянник главного идеолога), «новоправый» политолог Антониу Маркеш Беса, юрист Жозе Мигел Жудисе, поэт и историк Жозе Валле Фигейреду, преподаватель Коимбрского университета Луиш Са Кунья. Все они происходили из праворадикальных организаций Коимбрского университета 1960—1970-х годов. После революции многие из них состояли в Португальском федералистском движении.
Такие деятели, как Пашеку ди Аморин и Жудисе, были известны своей оппозиционностью «Новому государству». Среди лидеров МДЛП встречались и недавние участники революции. Наряду с самом Спинолой, к этой категории относился майор Жозе Саншеш Озориу — ранее один из руководителей Движения вооружённых сил, затем лидер правой Христианско-демократической партии. Учитывая это, неправомерно оценивать МДЛП как «салазаристскую организацию» (что неоднократно практиковалось в коммунистических и левых источниках).
Отношения между руководителями МДЛП были довольно сложными:

Они злились друг на друга и все вместе на Спинолу.

Жозе Саншеш Озориу

### Подпольная оргструктура
Политические лидеры МДЛП (Спинола, Пашеку ди Аморин, Саншеш Озориу, Маркеш Беса и другие) находились в эмиграции — первоначально в заокеанской Бразилии, затем в соседней Испании. Под угрозой ареста вынужден был перебраться в Испанию Алпоин Калван. Жудисе бежал из тюрьмы и скрылся в той же Испании. При необходимости Алпоин Калван и Саншеш Озориу пересекали границу и нелегально находились в Португалии. На португальской территории активисты движения типа Морейры создали подпольные штабы и оперативные группы.
Наибольшим влиянием МДЛП пользовалось на Севере Португалии, особенно в деревнях и церковных приходах. Консервативно настроенные крестьяне и представители средних слоёв обеспечивали массовую поддержку. Подпольные центры расположились в католической семинарии Браги и некоторых офисах Порту. Важную роль в организации играл каноник Эдуарду Мелу Пейшоту, викарий арихиепархии Браги. Формально каноник Мелу не состоял в МДЛП, но по факту за ним оставалось решающее слово, особенно в критических ситуациях.
Структурировалась МДЛП по военно-конспиративному принципу тайных ячеек. Финансирование поступало от поддерживающих предпринимателей, среди которых особое место занимал промышленник Абилиу ди Оливейра. Серьёзные средства были получены от контрабандных операций Феррейры Торреша на португало-испанской границе. Помощь оружием оказало и ангольское антикоммунистическое движение ФНЛА Холдена Роберто. Со своей стороны, Сантуш и Каштру командовал группой португальских коммандос, воевавших на стороне ФНЛА в начале ангольской гражданской войны.

Военная организация МДЛП сосредоточила подрывную и террористическую деятельность первоначально на севере Португалии, откуда пыталась распространить её на центральные и южные районы страны. После того как летом 1974 года из бывших португальских владений в Африке в страну хлынули белые переселенцы-репатрианты («реторнадуш»), спасавшиеся от революционных преобразований в колониях, к участию в бандах правых террористов стали привлекать и этих озлобленных, отчаявшихся людей.

До откровенной вражды доходило у МДЛП с другой подпольной антикоммунистической организацией — ультраправой Армией освобождения Португалии (ЭЛП). Саншеш Озориу обвинял ЭЛП в «антидемократизме и фашизме». В ответ праворадикалы критиковали МДЛП за «мягкость к врагу». Однако антикоммунистическая солидарность взяла верх над групповым и личным соперничеством.

### Силовая активность
При поддержке католической церкви МДЛП проводило публичные акции, издавало свой журнал. В то же время организация вела подготовку военного переворота и практиковала насильственные методы борьбы. Активисты МДЛП руководили нападениями крестьян на коммунистические представительства в северных деревнях. При этом Движение позиционировалось как «организация самообороны фрегезий».

Когда услышите звон колоколов вашего прихода, выходите на улицы с любым доступным вам оружием: ружьями, пистолетами, кирками, тяпками и косами.

Листовка МДЛП

Летом-осенью 1975 и в январе 1976 был совершён ряд терактов против ПКП и ультралевых. В общей сложности МДЛП приписывается более 450 актов насилия — погромов, поджогов, обстрелов, взрывов, нападений. Эти акции совершали как военные Алпоина Калвана, так и гражданские боевики Морейры и Феррейры Торреша.

Рамиру Морейра, главарь банды, состоятельный человек, член окружного комитета народно-демократической партии в Порту; Луиш Виейра, бывший владелец ресторана «Пелинтра» в городе Повуа-ди-Варзим, у него собирались местные террористы—"боевики", во время ареста при нём были обнаружены крупные суммы иностранной валюты; Жоаким Торреш, промышленник, бывший член «национального союза» — фашистской партии Салазара, руководил целой группой головорезов; Антониу Регадаш, бывший полицейский, участвовал в репрессивных акциях ПИДЕ против студентов Коимбры; Абилиу ди Оливейра, крупный промышленник, финансировал своих сообщников по террористическим акциям; майор Мота Фрейташ, активный член МДЛП, начальник полиции города Порту, служивший настоящим «ангелом-хранителем» для всей банды, укрывавший её от преследования центральных властей; уже упоминавшийся граф Понте ди Лима, бежавший за границу, в прошлом член «португальского легиона» — массовой фашистской организации, после революции 25 апреля — активист народномонархической партии и один из руководителей местного отделения Конфедерации португальских сельских хозяев; лейтенант Педру Менезеш, сапёр, специалист—взрывник, видная фигура в военном комитете МДЛП. Среди участников банды были и безработные, и мелкие крестьяне, и даже уголовные преступники-профессионалы, на долю которых и выпадало выполнение особо опасных или «грязных» заданий.

Левые источники приписывают боевикам Алпоина Калвана 7 убийств, 62 взрыва и поджога зданий, 52 взрыва и поджога автомобилей, 102 нападений на партийные офисы, 70 из которых были разрушены. Группа Морейры совершила 57 террористических атак. Объектами являлись прежде всего активисты ПКП и прокоммунистических организаций. Два кубинских дипломата погибли в результате взрыва в посольстве, один — при взрыве у входа в профсоюзный отдел ПКП, один — при нападении на штаб-квартиру ПКП в Авейру.
Боевики МДЛП подозревались в убийстве священника Максимиано Барбозы ди Соузы, активиста маоистского Народно-демократического союза, и левой студентки Марии ди Лурдеш. Обвинение не было доказательно подтверждено в отношении конкретных лиц, но политическую ответственность суд возложил на МДЛП.

Странное смешение дискурсов защиты «порядка», частной собственности, родины и семьи — с миром наркотиков, контрабанды и преступности, патриархальной деревенской жизни — с городским дном, безработными военными наёмниками, колониальными реваншистами и бывшими агентами ПИДЕ, семейных ценностей — с сутенёрством.

Жуан Паулу Гуэрра, журналист и писатель

### Символика
Эмблемой МДЛП являлось переплетение красного и зелёного полукругов (цвета португальского флага) на квадратном щите.

## Стабилизация и самороспуск
25 ноября 1975 года леворадикальные группировки, выступавшие в союзе с ПКП, предприняли попытку окончательного захвата власти, но потерпели поражение от широкой антикоммунистической коалиции. МДЛП принимало активное участие в отпоре «путчу Карвалью». В политическом процессе произошёл перелом, началось контрнаступление правых сил. Спинола поддержал центристский курс генерала Эанеша.
На парламентских выборах 1976 поправевшие социалисты, правоцентристы и идейно близкие к МДЛП консерваторы получили значительное большинство голосов. Коммунисты и леворадикалы резко утратили влияние.
Несмотря на возражения радикальных активистов, призывавших продолжать борьбу до полной ликвидации ПКП, 29 апреля 1976 года Спинола объявил о роспуске МДЛП — поскольку политический процесс вернулся в русло демократической законности. В августе 1976 Антониу ди Спинола возвратился в Португалию.

## Оценки и память
Деятельность Демократического движения за освобождение Португалии может рассматриваться как нечастый пример того, как радикальные, даже экстремистские методы парадоксальным образом способствуют стабилизации положения на правовой демократической основе. Этим противоречием обусловлены различия в оценках МДЛП в современной Португалии.
В 1976 году в Порту была издана брошюра Nós acusamos o M.D.L.P. ! Vida, morte e ressurgimento da Resistência Nacional — Мы обвиняем МДЛП! Жизнь, смерть и возрождение Национального Сопротивления. Она представляет собой интервью, взятое журналистом Алвару Жорже у оперативника МДЛП, выступающего под псевдонимом Команданте Уго Майя. Оперативник жёстко критикует политических руководителей, которые с комфортом пребывали в Испании в то время, как рядовые боевики рисковали жизнью в борьбе.